# 尚德羅韋齊
49°10′10″N 22°51′18″E / 49.16944°N 22.85500°E
尚德羅韋齊（烏克蘭語：Шандровець），是烏克蘭西部的村莊，隸屬利維夫州的桑比爾區。該村處於里卡河畔，始建於1263年，面積3.4平方公里，海拔高度669米，2001年人口1,263。